# Ana Usabiaga
Ana Usabiaga Balerdi (Ordizia, 19 de janeiro de 1990) é uma ciclista profissional espanhola especialista no ciclismo em pista com vários títulos nacionais e participações em competições internacionais. Também disputa corridas de ciclismo de estrada, de facto participou em campeonatos europeus e mundiais em categorias inferiores de ciclismo de estrada e esteve enrolada na equipa de estrada do Lointek entre 2011 e 2013; ademais é seleccionada, ocasionalmente, pela seleção da Espanha de rota para participar em algumas corridas dessa modalidade.
Sua irmã menor, Irene, também é ciclista profissional, de facto sempre têm compartilhado equipa. Ademais, seu irmão maior, Pedro, também foi ciclista ainda que este a modo amador.

## Palmarés
- 2009
  - Campeonato da Espanha Perseguição por Equipas (fazendo equipa com Eneritz Iturriaga e Leire Olaberría)  
  - Campeonato da Espanha Velocidade por Equipas (fazendo equipa com Ainhoa Pagola)

- 2010
  - Campeonato da Espanha Perseguição por Equipas (fazendo equipa com Olatz Ferrán e Leire Olaberría)

- 2011
  - 2.ª no Campeonato da Espanha Perseguição 
  - 2.ª no Campeonato da Espanha Scratch 
  - Campeonato da Espanha Velocidade por Equipas (fazendo equipa com Tania Calvo)  
  - Campeonato da Espanha Omnium

- 2012
  - Campeonato da Espanha Perseguição  
  - Campeonato da Espanha Perseguição por Equipas (fazendo equipa com Olatz Ferrán e Irene Usabiaga)  
  - Campeonato da Espanha Velocidade por Equipas (fazendo equipa com Tania Calvo)

- 2013
  - Campeonato da Espanha Scratch  
  - Campeonato da Espanha Pontuação  
  - Campeonato da Espanha Velocidade por Equipas (fazendo equipa com Tania Calvo)

- 2014
  - Habana Pontuação
  - Campeonato da Espanha Scratch  
  - Campeonato da Espanha Perseguição por Equipas (fazendo equipa com Olatz Ferrán e Irene Usabiaga)  
  - Campeonato da Espanha Velocidade por Equipas (fazendo equipa com Tania Calvo)

- 2015
  - 3.ª no Campeonato da Espanha Scratch 
  - Campeonato da Espanha Perseguição por Equipas (fazendo equipa com Ziortza Isasi, Naia Leonet e Irene Usabiaga)  
  - Campeonato da Espanha Velocidade por Equipas (fazendo equipa com Tania Calvo)  
  - Annadia Scratch

## Equipas

### Pista
- Euskadi (2009-2016)
- Cespa-Euskadi (2012)
- Eustrak-Euskadi (2013-2016)

### Estrada
- Lointek (2011[12]-2013)